# Іванюк Ганна Іванівна
Іванюк Ганна Іванівна (нар. 27 червня 1955 року, Ворохта, Надвірнянський район, Івано-Франківська область) — доктор педагогічних наук, професор, завідувач кафедри педагогіки та психології Педагогічного інституту Київського університету імені Бориса Грінченка.

## Біографічні відомості
У 1972 року закінчила Ворохтянську середню школу. У 1978 році закінчила Івано-Франківський державний педагогічний інститут імені Василя Стефаника за спеціальністю «Історія». Працювала вчителем історії та суспільствознавства, заступником директора з виховної роботи в Ясінянській середній школі № 2 смт. Ясіня Рахівського району Закарпатської області. 
У 1992 році захистила кандидатську дисертацію в Українському науково-дослідному інституті педагогіки на тему: «Розвиток творчої активності старшокласників у сфері функціонування громадської думки». 
З 1992 року по 2001-й рій працювала на посаді доцента кафедри педагогіки Прикарпатського університету імені Василя Стефаника. У 2001-2003 роках працювала завідувачем лабораторії сільської школи Інституту педагогіки АПН України. Із грудня 2003 року до грудня 2006 року навчалася в докторантурі Інституту педагогіки НАПН України. 
З 2004 року і по теперішній час працює в Київському університеті імені Бориса Грінченка. За цей час працювала на посадах: завідувача кафедри теорії та методики дошкільної освіти; завідувача кафедри педагогіки; завідувач кафедри педагогіки і психології Педагогічного інституту. 
У 2014 році в спеціалізованій вченій раді Інституту педагогіки НАПН України захистила докторську дисертацію на тему: «Соціально-педагогічні засади розвитку сільської школи в Україні (друга половина 50-х-90-ті рр. XX ст. )».

## Відзнаки і нагороди
- Відмінник освіти України (1992).
- Грамота Головного управління освіти і науки Київської міської державної адміністрації (2002-2005).
- Почесні грамоти НАПН України (2005, 2010).
- Подяки, грамоти Київського університету імені Бориса Грінченка (2005-2014).

## Науковий доробок
- Практична педагогіка виховання: Посіб. з теорії та методики виховання / М.Ю. Красовицький (ред.), Г.І. Іванюк (упоряд.). — К.; Івано-Франківськ : Плай, 2000. — 218с[4].
- Концепція профільного навчання в старшій школі (форми профільного навчання) / укл.: Березівська Л. Д., Іванюк Г.І. та ін.; Ін-т педагогіки АПН України. — К., 2003.
- Організація профільного навчання у сільських загальноосв. навч. закл. : наук.-метод. реком. / Іванюк Г.І., Васьківська Г.О., Волощук І.С. та ін. — К. : Генеза, 2005. — 126 с.
- Іванюк Г.І. Соціально – педагогічні засади розвитку сільської школи в Україні (1958-2000рр.). Монографія – К.: Пед. думка, 2007. – 411 с.
- Скарбничка ігор і віршованої мозаїки для дітей дошкільного віку». (Упор.: Іванюк Г.І., Савченко Ю.Ю., Мартинчук О.В., Богданець-Білоскаленко Н.І., Порядченко-Костенко Л.А. Волинець Ю.О., Гаращенко Л.В., Пасічник А.В.) За ред. Г.І. Іванюк – К.: Навчальна книга, 2008, - 240 с.
- Варіативні моделі розвитку сільських загальноосвітніх навчальних закладів : навч.-метод. посіб. / Віра Василівна Мелешко, Іван Степанович Волощук, Ганна Іванівна Іванюк, Алла Василівна Лопухівська, Юрій Степанович Мельник, Ін-т педагогіки НАПН України; За заг. ред. Віра Василівна Мелешко.– К. : Педагогічна думка, 2011.– 158 с[5].